# Viola philippii
Viola philippii är en violväxtart som beskrevs av Leybold. Viola philippii ingår i släktet violer, och familjen violväxter. Utöver nominatformen finns också underarten V. p. arbuscula.